# Hallig

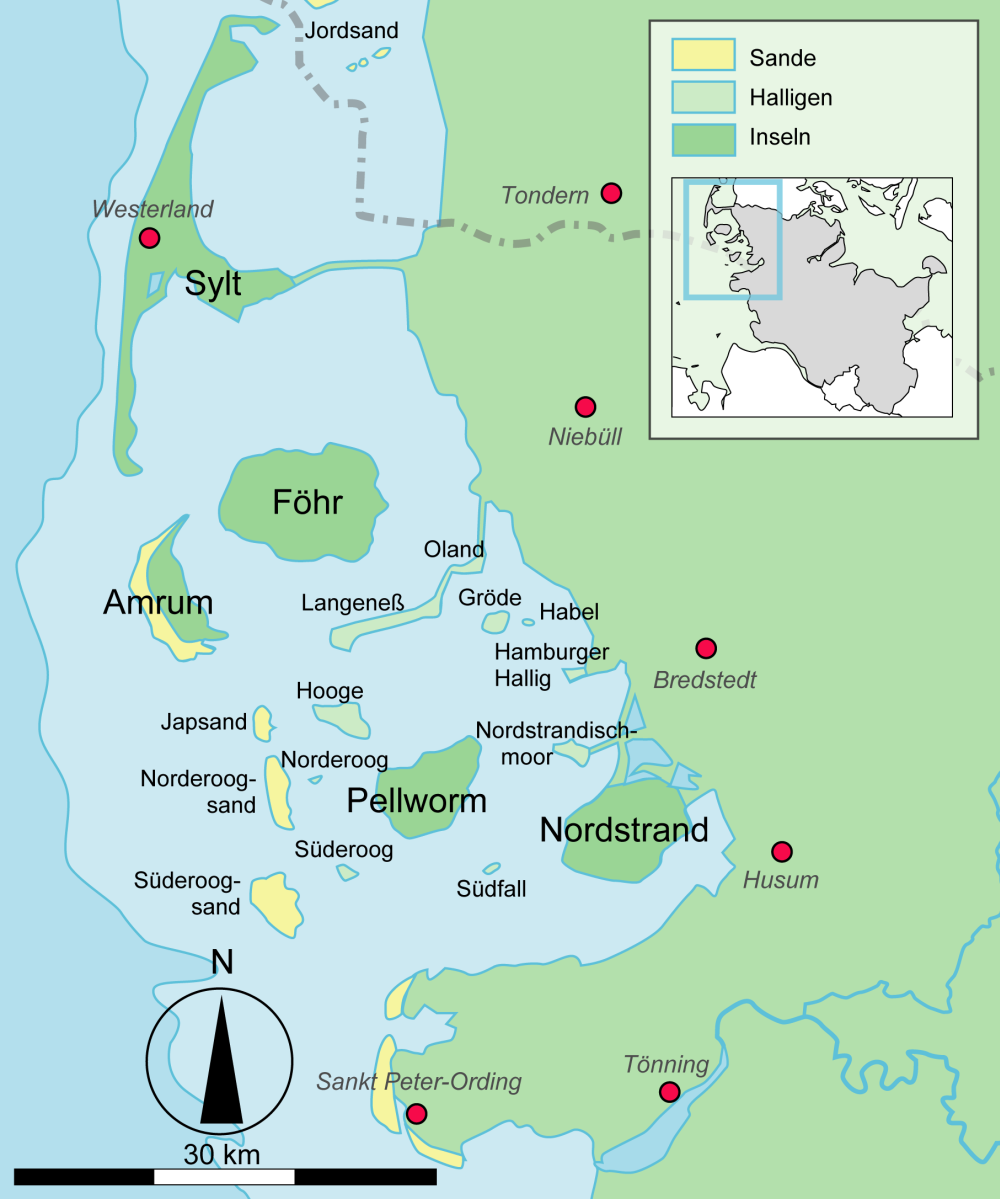
Lage der Inseln im nordfriesischen Wattenmeer

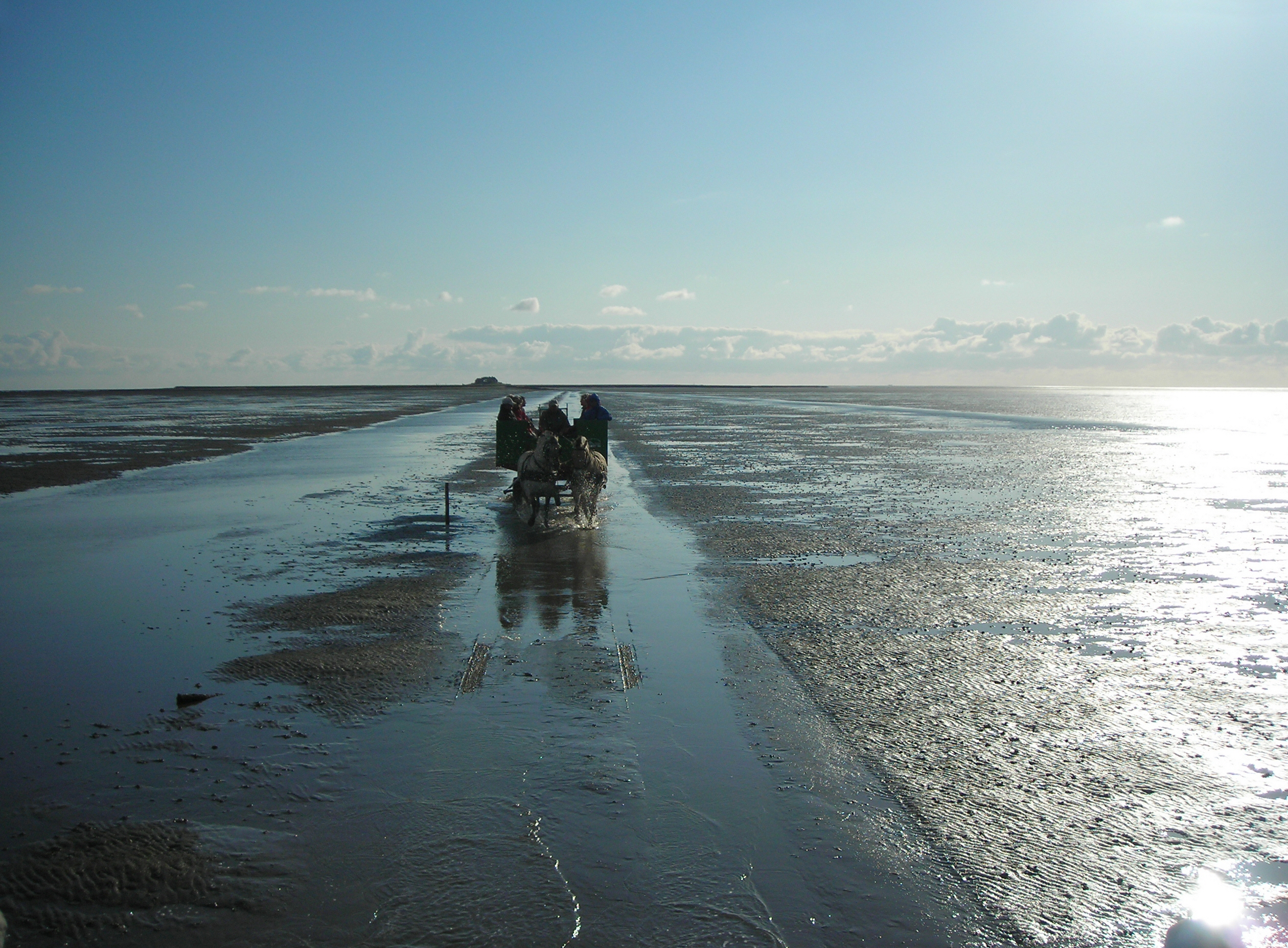
Wattweg zur Hallig Südfall

Frühling auf der Hallig, Gemälde von Jacob Alberts

Die Halligen sind kleine, nicht oder nur durch eine Steinkante geschützte Marschinseln im nordfriesischen Wattenmeer in Schleswig-Holstein sowie an der Nordseeküste Dänemarks. Bis in die jüngere Vergangenheit wiesen die Halligen keine Deiche auf; stattdessen stehen die Häuser in kleinen Ansammlungen oder einzeln auf Warften. Dies unterscheidet sie von anderen Inseln. Sie sind Teil des Biosphärenreservats Schleswig-Holsteinisches Wattenmeer. Die zehn heute noch existierenden, bis etwa zehn Quadratkilometer großen deutschen Halligen gruppieren sich kreisförmig um die Insel Pellworm, die selbst keine Hallig ist. Sieben der zehn Halligen sind heute ständig bewohnt.
Die Halligen ragen etwa einen Meter über das Mittlere Tidehochwasser hinaus, weshalb sie während einer starken Flut mit Ausnahme der Warften durch Landunter überspült werden. Ihre Flora weist salzwasserresistente Arten auf, die der Landschaft ihr besonderes Gepräge geben.
Die heute bestehenden Halligen sind erdgeschichtlich junge Inseln, die im Holozän durch Aufschlickung bzw. Aufschwemmung auf altem, untergegangenem Marschland sowie ehemaligen Mooren und Wäldern entstanden sind. Prägend für ihre heutige Form waren allgemein die steten Einwirkungen durch Ebbe und Flut, Winde, Strömungen und menschliche Einflüsse im flachgründigen Küstenumfeld von Geest-Inseln, deren Ursprünge saaleeiszeitliche Moränen sind. Im Speziellen waren es Überflutungsereignisse seit dem Mittelalter, so die Zweite Marcellusflut von 1362, in deren Folge es zwischen den Inseln Amrum, Föhr und Alt-Nordstrand (Strand) zu massiven Geländeumbildungen kam. Schätzungen zufolge ließen 10.000 Menschen in ganz Nordfriesland ihr Leben. Die verheerende Burchardiflut von 1634 veränderte die Landschaft der Uthlande noch einmal grundlegend – man schätzt die Zahl der Toten in ganz Nordfriesland auf 6.000. Diese ließ auf den Resten der dabei untergegangenen Insel Strand u. a. die heutigen Halligen Nordstrandischmoor und Hamburger Hallig entstehen. Bei der Februarflut 1825 (auch Große Halligflut genannt) ertranken 74 Halligbewohner; rund 230 mussten ihre völlig zerstörten Häuser verlassen. Sie siedelten zum Teil nach Föhr über. Bei der Hamburg-Flut von 1962 entstand erheblicher Schaden an den Gebäuden auf den Halligen; jedoch waren hier keine Todesopfer zu beklagen. Die höchsten Wasserstände des 20. Jahrhunderts wurden bei der Ersten Januarflut 1976 erreicht; jedoch blieben die Warften unversehrt. Die Zweite Januarflut 1976 hingegen verursachte zahlreiche Schäden an den Steindecken und Warftböschungen. Schlimmeres wurde durch den „Generalplan Deichverstärkung, Deichverkürzung und Küstenschutz“ verhindert, den das Land Schleswig-Holstein 1963 als Folge der Sturmflut des Vorjahres auf den Weg gebracht hatte.
Im Gegensatz zu den Halligen verfügen die benachbarten Inseln Sylt, Amrum und Föhr über einen Geestkern; dagegen sind Nordstrand und Pellworm als Reste  alten Marschlandes vollständig eingedeicht. Gelegentlich wuchsen Halligen durch vom Menschen durchgeführte Anlandungen zusammen, so die heutige Hallig Langeneß. Da die Halligen bis ins 20. Jahrhundert hinein keine Uferbefestigung aufwiesen, veränderte sich ihre Form ständig. Viele verschwanden im Laufe der Zeit wieder oder wurden im Zuge von Landgewinnungsmaßnahmen Teil des Festlandes oder durch Straßen- bzw. Schienendämme an das Festland angeschlossen.

## Geschichte

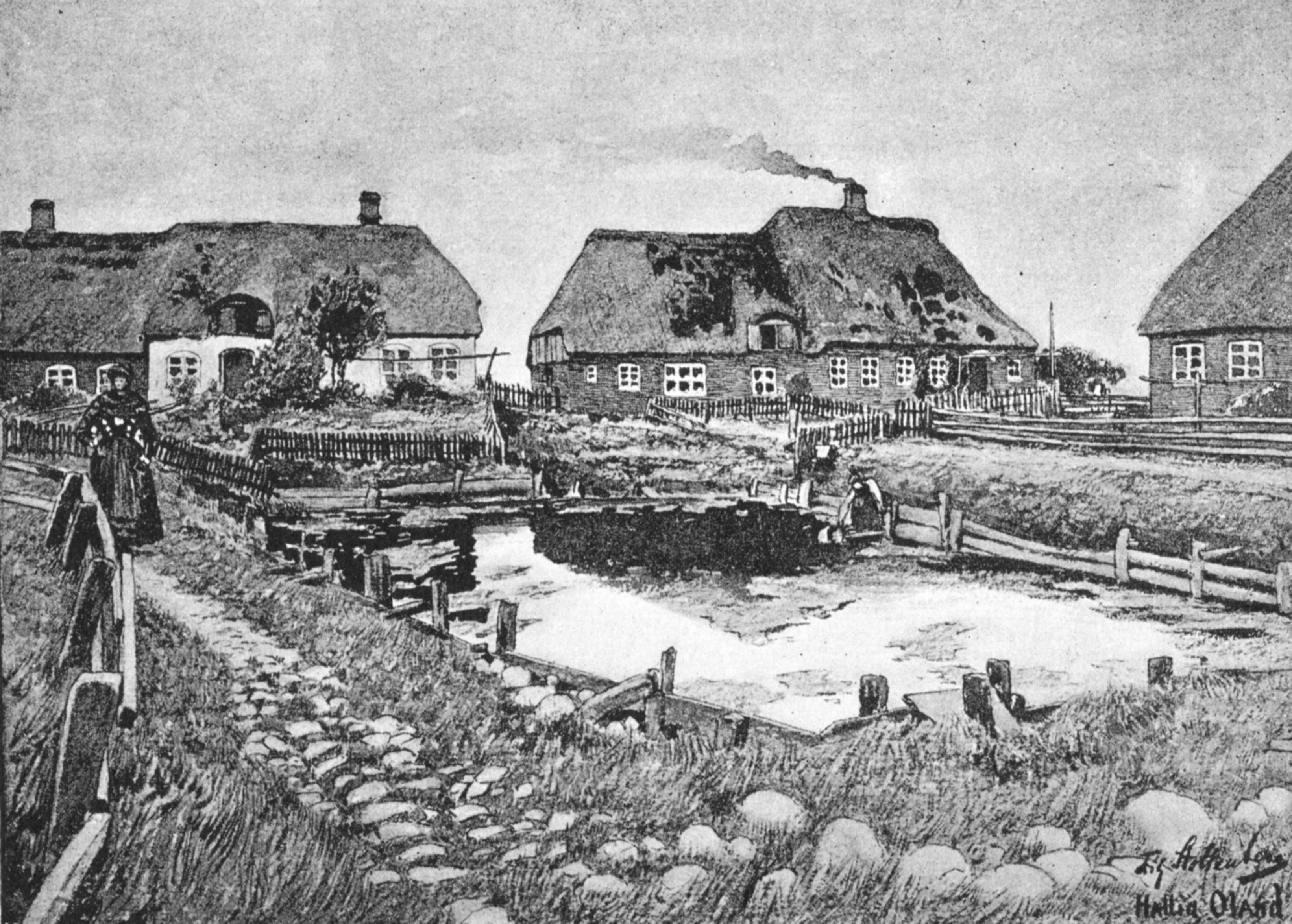
Hallig Oland (ca. 1895)

### Etymologie
Das Wort „Hallig“ wird zuerst am Ausgang des 16. Jahrhunderts als die Halgen und in Zusammensetzungen als das Butendickes oder Halgenland und die Halliglude erwähnt. Eindeutig hergeleitet werden kann das Wort nicht, doch mag es wohl verwandt sein mit dem altenglischen Wort halh, „erhöhter Boden in einem niedrigen Marschgebiet“, vermutlich aus einer altgermanischen Wurzel *hulhan, „Höhle“, hier in der Bedeutung „Ausbuchtung in einer flachen Ebene“. Im Land Wursten werden die niedrigen Wiesen und Weiden rund um einen Wurt als Hülken oder Hölken bezeichnet. Eine direkte Entlehnung vom Wort Holland im Sinne von „flaches, hohles Land“ ist auszuschließen, doch könnte es sich hier wohl um dieselbe Wortgruppe handeln.
Eine alternative Möglichkeit ist die Deutung als holm = kleine Insel. Jedoch konnte bis ins 19. Jahrhundert mit „Hallig“ auch „alles an der offenen See liegende unbedeichte Land“ bezeichnet werden, „welches bey der Fluth ganz oder zum Theil überschwemmt wird“, weshalb eine direkte Ableitung von holm eher unwahrscheinlich ist. In diesem Fall würde es sich um die gemeinsame indoeuropäische Wurzel *kel „ragen“ handeln, zu der unter anderem auch hill (englisch für „Hügel“) gehört.
Eine andere Hypothese ist, dass das Wort „Hallig“ seinen Ursprung in der Salzgewinnung in den friesischen Uthlanden hat, die auch zur Zerstörung des Landes beigetragen hat (siehe weiter unten). Damit hätte die Bezeichnung „Hallig“ Nähe zu den typischen Hall-Ortsnamen der Salzgewinnung, mit einer rekonstruierten germanischen Wurzel *hallan für „(Salz-)Kruste“.

### Entstehung
Halligen bestehen aus Marschboden, der oft nur eine dünne Schicht über älteren Mooren bildet, die im Schutz der Nehrungen, die die Senke zur Nordsee hin fast gänzlich abschloss, entstanden waren. Es bildete sich ein mit Bächen durchzogenes, schlecht entwässertes Niederungsgebiet mit Bruchwäldern. Als während des römerzeitlichen und des mittelalterlichen Temperaturoptimums der Wasserstand der Nordsee stieg, drang zunehmend Meereswasser durch Lücken in den Nehrungen ein. Dabei bildete sich aus maritimen Sedimenten, die sich ablagerten, Schwemmland. Die Moore sogen sich mit Salzwasser voll und starben ab. Der Boden senkte sich, wonach sich durch häufige Überflutungen neue Sedimente ablagerten. Durch gleichzeitige Erosion veränderte sich die Form dieses Schwemmlandes dauernd.
Bedingt durch fehlenden oder nur geringen Küstenschutz und die damit verbundenen häufigeren Überschwemmungen gab es weiterhin große Veränderungen an der Küstenlinie und deutlich mehr Halligen, die ihre Form häufig änderten. Manche existierten nur für kurze Zeit, bis ein Wattstrom sie mehr und mehr verkleinerte, andere vergrößerten sich durch Sedimentanlagerung und wuchsen zusammen, wie zum Beispiel Nordmarsch und Langeneß zum heutigen Langeneß. Der genaue Vorgang ist nur schwer zu rekonstruieren, da es aus der Zeit vor 1700 nur wenige Karten gibt.

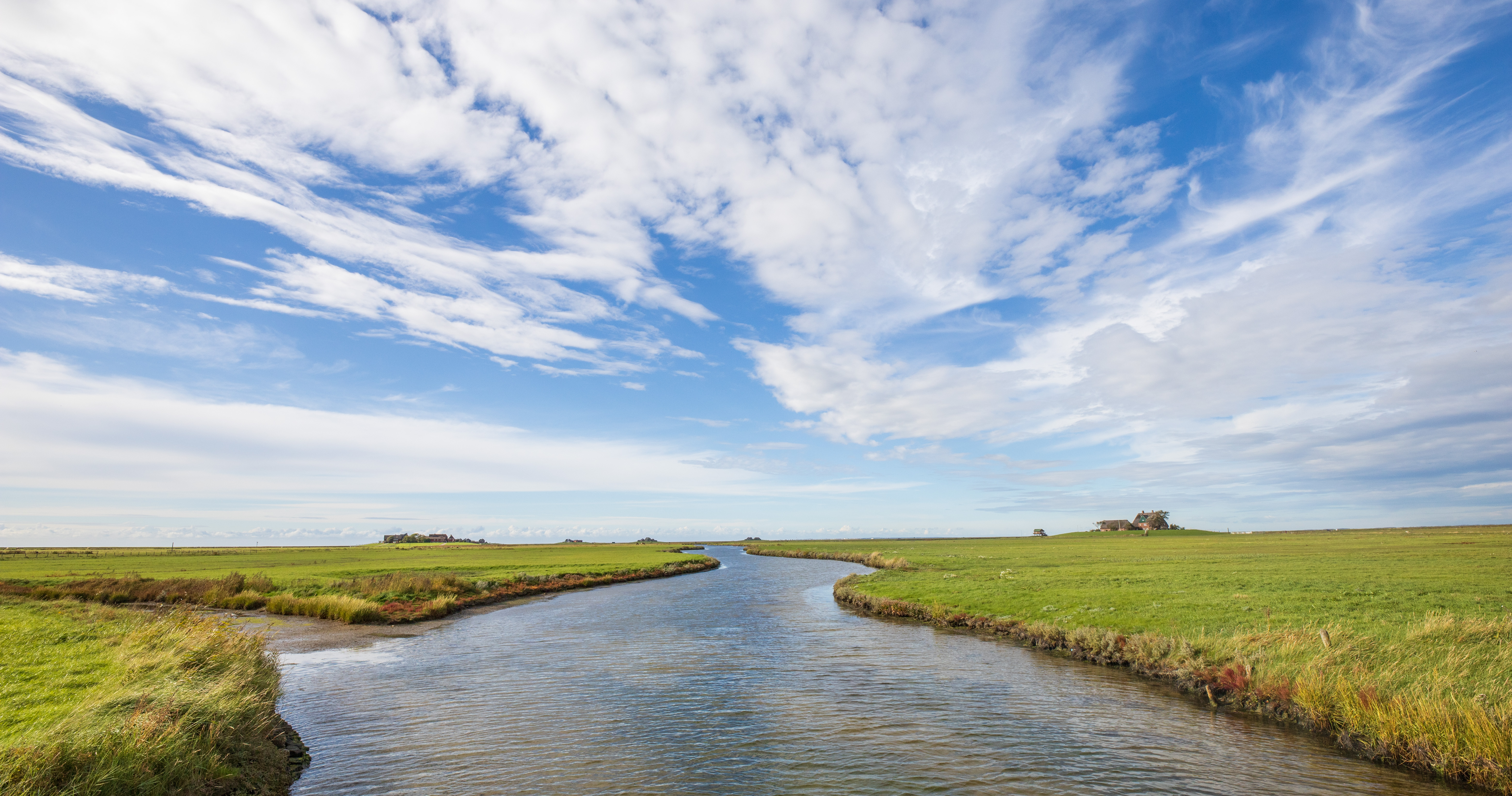
Priel auf Hooge

Kontinuierlich bewohnt wurde das Gebiet der heutigen Halligen vermutlich erst seit der Wikingerzeit, als Friesen von der Rheinmündung sich hier niederließen. Schon damals war nur eine Besiedlung auf Warften möglich, jedoch erlaubten höher gelegene Flächen Ackerbau. Erstmals erwähnt werden einzelne Halligen (Oland und Jordsand) 1231 im Waldemar-Erdbuch als Inseln, auf denen der König ein Haus besaß. Damals gehörten die heutigen Halligen zu den Uthlanden, dem von Prielen durchzogenen, durch Sturmfluten häufig in seiner Gestalt veränderten Marschland.

### Traditionelle Lebensweise auf den Halligen
Die traditionelle Halligwirtschaft beruhte auf dem Prinzip der Selbstversorgung. Die Schaf- und Kuhhaltung garantierte die Versorgung mit Milch, Butter, Käse und Wollerzeugnissen. Die Versorgung mit Fleischerzeugnissen war durch die Hausschlachtung gewährleistet. Die Konservierung von Fleisch und Fisch war durch das Einpökeln gesichert, das notwendige Salz wurde in zurückliegender Zeit auf den Halligen selbst gewonnen. Trinkwasser wurde als vom Dach ablaufendes Regenwasser gesammelt, Süßwasserteiche (Fethinge) gab es für das Vieh.
Durch die Errichtung ihrer Wohnstätten auf Warften schützten die Bewohner ihre Existenz, das bewirtschaftete und durch Gräben entwässerte Land sowie das Vieh. Bis zur Befestigung der Halligkanten im frühen 20. Jahrhundert änderte sich die Form der Halligen infolge häufiger Landunter ständig; Hallig Norderoog ist bis heute unbefestigt geblieben. Kantenabbrüche und Anlandungen tragen zu Größenveränderungen bei. Manche Halligen sind mit einem niedrigen Sommerdeich versehen, wie Hallig Hooge. Auf Hallig Gröde ist die Knudtswarft durch einen eigenen niedrigen Deich eingefasst.
Die typische Vegetationsform der Halligen ist die Salzwiese. Landwirtschaft ist daher auf den Halligen nur sehr eingeschränkt möglich, weshalb in früheren Jahrhunderten fast alle Männer als Seefahrer und Walfänger arbeiteten, während die Frauen Heu machten und sich um das Vieh kümmerten. Einzelne Bewohner kamen damit zu erheblichem Reichtum. Dieser zeigt sich in den Wohnzimmern verschiedener Hallighäuser, deren Wände durch aufwändige Delfter Kacheln ausgestaltet wurden – ein Beispiel ist der Königspesel, ein heutiges Museum auf Hallig Hooge. Bis in die 1940er Jahre herrschte Allmendewirtschaft, wobei das Land jedes Jahr nach den Winterstürmen neu vermessen wurde und die Mahd- und Weiderechte aufgeteilt wurden. Durch Verarbeitung von Schafwolle und Verkauf der Erzeugnisse verdienten die Frauen Geld hinzu. Getreide dagegen musste eingeführt werden.
Für die tägliche Ernährung war man auf das angewiesen, was man auf der und um die Hallig herum fand (Porren, Fische, Vogeleier und Seevögel). Der Fischfang, eine Nahrungsquelle, die direkt zugänglich war, wurde jahrhundertelang nur für den Eigenverbrauch und kaum als Erwerbsquelle betrieben. Den Beruf des Halligfischers hat es nie gegeben. Für den Eigenverbrauch war der Krabbenfang mit dem Fangnetz, der Gliep, gebräuchlich, der hauptsächlich von Frauen betrieben wurde. Dabei wurde das kescherähnliche Gerät über den Wattboden geschoben, wobei die Fischerinnen bis zum Bauch im Wasser wateten. Ähnlich wurde auch der Muschelfang durchgeführt. Im Herbst war die Entenjagd, die von den Männern betrieben wurde, eine weitere Nahrungsmittelquelle für den Eigenbedarf.
Baumaterialien mussten von weit her zu den baumlosen Halligen gebracht werden, weshalb man gerne Strandgut nutzte. Als Brennmaterial wurde bis ins letzte Jahrhundert hinein der Schafkot aus den Winterställen gesammelt, zu Ditten genannten Klumpen geformt und in der Sonne getrocknet. Zu diesem Zweck wurden manchmal auch Kuhfladen benutzt. Als Alternative konnte bei Ebbe Seetorf gewonnen und getrocknet werden.
Müllentsorgung spielte bei der traditionellen Lebensweise auf den Halligen eine nebensächliche Rolle. Für die ohnehin geringe Abfallmenge wurde neben der Warft eine Grube ausgehoben und der Abfall darin vergraben. Mit veränderten Lebensgewohnheiten und dem Inkrafttreten des Abfallbeseitigungsgesetzes 1972 ging eine geordnete Müllabfuhr einher. 
Die ursprüngliche Sprache auf den Halligen war Halligfriesisch, das aber weitgehend ausgestorben ist und durch Niederdeutsch oder Hochdeutsch ersetzt wurde. Bis in das 20. Jahrhundert trugen Frauen auf Hooge regelmäßig eine Festtagstracht. Heute wird sie noch zu Familienfesten getragen oder gelegentlich bei touristischen Anlässen gezeigt.

#### Der traditionelle Haustyp
Der ursprüngliche Haustyp der Halligen war das weitverbreitete niederdeutsche Fachhallenhaus, das sich vom Niedersachsenhaus nur durch Abweichungen in Größe und Raumaufteilung unterscheidet, die aus den klimatischen und wirtschaftlichen Gegebenheiten auf den Halligen erwachsen. Der Wohnteil hatte zwei bis drei Stuben, Küche und eventuell noch einen Vorratsraum, dann folgte der das Haus quer aufschließende Flur, der den Wohnteil vom Standteil trennte. Ehemals war das der Küchenbereich mit dem offenen Herd. Im Stall, begehbar durch einen Mittelgang, stand links und rechts das Vieh: Schafe und einige wenige Rinder. Das Haus war schmal und wies keine Tenne auf, die als Arbeitsplatz auch nicht erforderlich war, da es auf den Halligen keine Getreideernte gibt.
Traditionell waren die Häuser in Ständerbauweise errichtet. Die Ständer waren einige Meter tief in den Warftboden gegründet, um dem Anprall der See standhalten zu können. Im äußersten Notfall sollten sich die Bewohner auf ihre Hausdächer retten können, um eine Chance zum Überleben zu haben. Die Wogen konnten dann zwar das Mauerwerk herausschlagen und durch das Haus strömen, es verringerte sich aber die Gefahr, dass das gesamte Gebäude zusammenfiel. Das Dach hatte einen Krüppelwalm und war mit Reet gedeckt. In seiner ursprünglichen Form ist das Hallighaus kaum noch erhalten. Eines der wenigen Beispiele ist das Haus auf der Ketelswarf der Hallig Langeneß, das heute als Kapitän-Tadsens-Museum zu besichtigen ist.
Das traditionelle Hallighaus ist ein Einzelhaus. Auf großen Warften, zum Beispiel auf der Hanswarft von Hallig Hooge sind diese Häuser wie bei einem Dorf um einen Mittelplatz gruppiert. Diese Bauweise nutzt den vorhandenen engen Raum optimal aus und bietet bestmöglichen Schutz.
Im Laufe der Jahrhunderte mussten immer wieder Häuser und Warften aufgegeben und landeinwärts verlegt werden. So veranlasste die Februarflut 1825 viele Halligbewohner zum Wegzug; nicht wenige siedelten sich auf den Geestinseln Föhr oder Amrum an.

#### Wasserversorgung
Das Grundwasser der Halligen ist salzig. Somit war die Bevölkerung auf Regenwasser angewiesen, das in verschiedenen Reservoirs gespeichert wurde, zum einen im Sood, einer gemauerten oder mit Grassoden eingefassten Zisterne, in der das von den Dächern gewonnene Trinkwasser für die Menschen aufgefangen wurde, und des Weiteren im Fething, der dem Vieh zugänglichen Wasserkuhle, die an der höchsten Stelle der Warft angelegt war. Vielfach trug auch der sogenannte Schetel, eine kleine, mit einem niedrigen Schutzwall umgebene Grabenanlage vor dem Warftfuß, zur Wasserversorgung bei. Dieses System wurde jahrhundertelang mit Sorgfalt und Mühe gepflegt. Gewissermaßen jeder Tropfen des kostbaren Nasses wurde nutzbar gemacht, immer die Gefahr vor Augen, dass die Wasservorräte bei längerer Trockenzeit ausgingen oder bei Sturmfluten versalzten.
Seit den 1960er Jahren wurden zu den ständig bewohnten Halligen Wasserleitungen vom Festland gebaut. Die Halligen Habel, Norderoog und Südfall, welche nur saisonal bewohnt sind, verfügen jedoch bis heute nicht über eine Frischwasserleitung.

#### Salzgewinnung
Geld verdienen auf der Hallig ließ sich fast nur durch Torfabbau und Salzsiederei, auch wenn der Anteil, den König und Herzog forderten, enorm war. Geschützt durch Kajedeiche wurde der unter dem Marsch- bzw. Wattboden liegende Salztorf, abgestorbenes, mit Salzwasser vollgesogenes Moor, abgebaut, getrocknet und verbrannt. Die Asche wurde mit Salzwasser vermischt und in der „Salzbude“ in einem Kessel gesotten, bis das Salz vollkommen trocken war. Alleine auf der ehemaligen Hallig Galmsbüll gab es 16 Salzbuden. Die Torfgewinnung war in hohem Maße gefährlich, wenn die abgebauten Gebiete unter das Niveau des mittleren Hochwassers gerieten. Die Halligbewohner gruben sich sozusagen selbst das Land ab. 1515 wurde der Salzabbau verboten, um den Landverlust zu stoppen. Trotzdem wurde auf Galmsbüll noch bis 1782 Salz abgebaut. 1800 musste die stark geschrumpfte Hallig aufgegeben werden.

## Küstenschutz

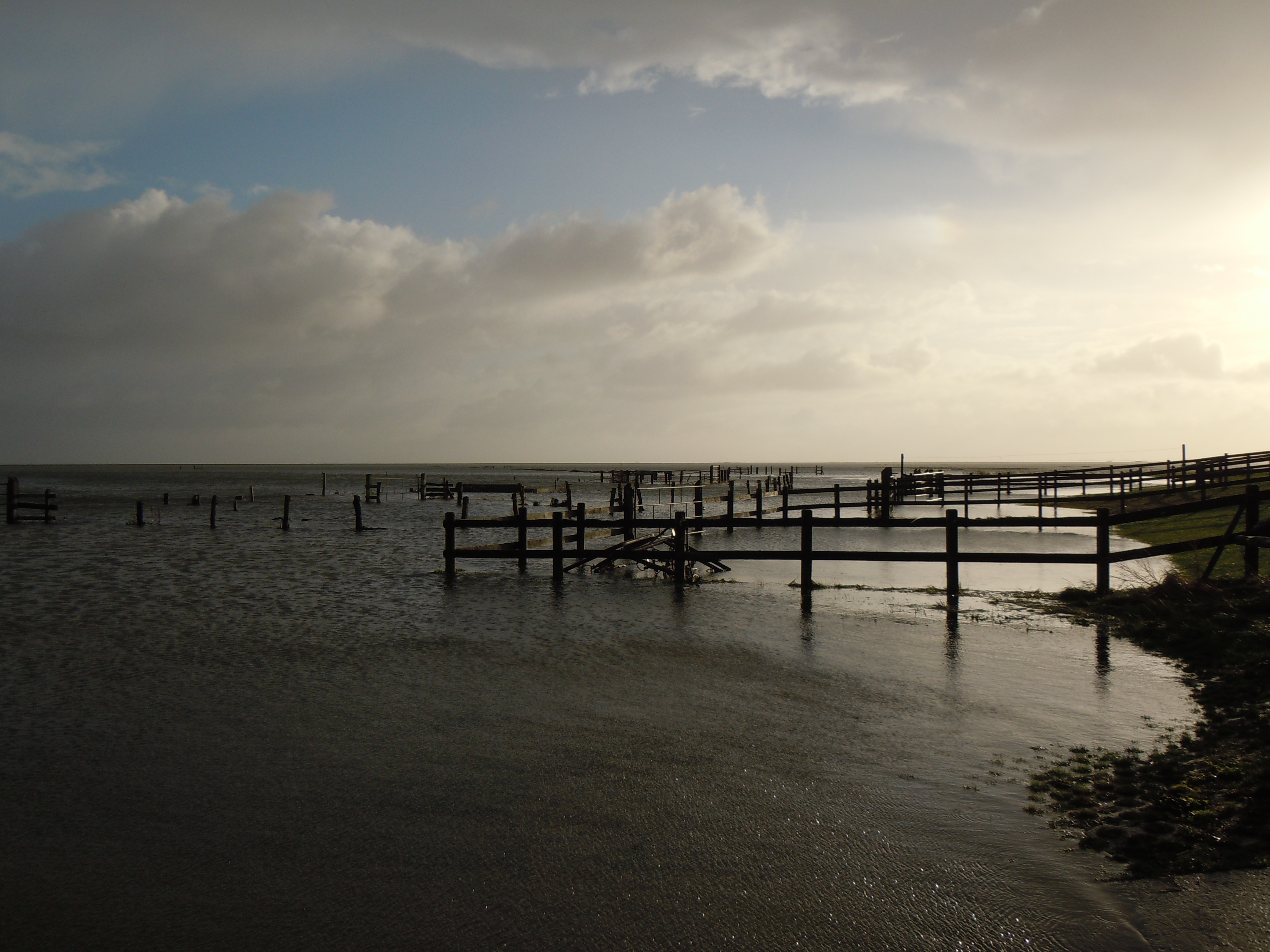
Landunter auf Hooge

Während auf dem Festland und den größeren Inseln schon im 14./15. Jahrhundert mit Eindeichungen und Landgewinn begonnen wurde und immer bessere Deiche das Land schützten, blieben die weiter außen liegenden Halligen den Fluten ausgesetzt. Versuche der Schleswiger Herzöge, die Dagebüller Bucht durch einen Damm über mehrere Halligen hinweg einzudeichen, scheiterten nach fast 80-jähriger Bauzeit 1634 endgültig an der Burchardiflut. In den folgenden Jahrhunderten beschränkte sich die Landgewinnung auf den Anwachs am Festland und an den schon gewonnenen Kögen. Einige größere Halligen wie Ockholm und Dagebüll wurden landfest gemacht, landnähere kleine Halligen wie Waygaard und Grotesand in neugewonnene Köge miteinbezogen. Die außerhalb der Köge liegenden Halligen hatten mit den veränderten Strömungsverhältnissen zu kämpfen, da der Tidenhub im nun durch Deiche begrenzten Wattenmeer zunahm. Allein zwischen 1717 und 1720 soll ein Viertel der Landfläche verloren gegangen sein, wie aus einem Schreiben des Ratmanns von Oland an den König hervorgeht, in dem er um Minderung der Abgaben bat.
Seit dem großen Landverlust bei der sogenannten Halligflut von 1825, die fast alle außer den heute noch existierenden Halligen betraf, übernahm der Staat die Aufsicht über den Küstenschutz. In den folgenden Jahrzehnten wurden die Halligkanten befestigt. Manche Halligen wie Hooge erhielten einen Sommerdeich. Allerdings wehrten sich die Halligbewohner oft gegen diese Maßnahmen, vor allem, weil sie die Kosten selbst tragen mussten, aber auch, weil sie die Priele, die nun abgedämmt werden mussten, um dem Meer keine Angriffsfläche zu bieten, als Häfen und Transportwege benutzt hatten. Erst unter preußischer Regierung wurde der Schutz der Halligen 1894 verstaatlicht.
Auch die Sturmflut vom 16. und 17. Februar 1962 traf die Halligen schwer. Seither kommt das Konzept der „bewohnten Wellenbrecher“ zur Anwendung, was den Bewohnern mit nachhaltiger Unterstützung der Behörden die Zuständigkeit für den Erhalt der Hallig zuspricht. Darauf fußt das seinerzeit von der schleswig-holsteinischen Landesregierung ins Leben gerufene „Programm Nord“. Es enthielt ein Sanierungsprogramm für die Halligen. Ausgangspunkt war die Überlegung, dass Familien nur dann dauerhaft auf der Hallig wohnen bleiben, wenn sichergestellt ist, dass ihnen ein modernen Maßstäben entsprechender Lebensstandard ermöglicht wird. Gefördert wurden seither der Bau von Fähranlegern, die Einrichtung regelmäßiger Schiffslinienverbindungen, der Anschluss ans Wasser- und Stromnetz und die grundlegende Sanierung der Bausubstanz der Hallighäuser, die jeweils einen in Stahlbetonbauweise angelegten, auf Betonpfählen ruhenden, letzten Schutzraum erhielten, der die sichere Zuflucht im Falle von extremen Sturmfluten bietet.
Zum Schutz der Halligen tragen stets auch die im Westen vorgelagerten nordfriesischen Außensände bei, die durch das Verringern der Wassertiefe eine wellenbrechende Wirkung haben. Hierbei handelt es sich um flache, ungeschützte, unbewachsene Sandbänke, die bei mittleren Wasserständen trockenfallen, aber nicht als Festland zählen. Sie setzen sich nordwärts im Kniepsand vor Amrum und dem Sylter Sandstrand fort und südwärts im Sandstrand von Sankt Peter-Ording.

### Strategien gegen die Auswirkungen des Klimawandels
Maßnahmen zum Schutz gegen den infolge des Klimawandels anstehenden Meeresspiegelanstieg haben als Ziel, die Halligen als Siedlungsraum für den Menschen zu sichern. Sie sollen garantieren, dass das Wattenmeer seine Aufgabe als „Energie-Umwandlungszone“, also Wellenbrecher für die Insel- und Festlandsküsten, weiterhin wahrnehmen kann. Für den Bestand der Halligen ist laut einer für den World Wildlife Fund erstellten Studie eine regelmäßige Überflutung bis zu den Warften wichtig, um natürliches Wachstum und den Salzgehalt sicherzustellen. Dementsprechend verfolgt die „Strategie für das Wattenmeer 2100“, die vom Ministerium für Energiewende, Landwirtschaft, Umwelt und Ländliche Räume des Landes Schleswig-Holstein im Jahre 2015 veröffentlicht wurde, Anpassungsstrategien, deren Schlüssel in den kleinen Partikeln liegt, die das Nordseewasser trüben und aus denen sich der Wattboden zusammensetzt.
Lagern sich bei Überflutungen genug davon ab, können Halligen mit dem Meeresspiegelanstieg mithalten oder die Erosion von Wattflächen kann ausgeglichen werden. Wie Studien der Universität Göttingen auf Hooge und Langeneß ergaben, liegt der realisierte Zuwachs bei 1,5 bis 5 Millimetern pro Jahr, gemessen seit 1960. Dieser Wert wird kaum ausreichend sein, um den seither registrierten Meeresspiegelanstieg von 4,5 Millimetern pro Jahr auszugleichen, erst recht nicht, wenn man die prognostizierte Steigerung von mehr als 80 Zentimetern bis 2100 betrachtet, die sich abzeichnet, sofern Treibhausgase in derselben Menge wie bisher emittiert werden. Als Lösungsansatz wird daher gesehen, dem Watt neue Sedimente zuzuführen; diese könnten aus Baumaßnahmen stammen, wie der Erweiterung des Nord-Ostsee-Kanals oder Sandentnahmen aus der tieferen Nordsee sein. Erwünscht, um den Folgen der Erderwärmung zu begegnen, sind zudem auch häufigere Landunter auf den Halligen, die bewirken, dass das Hochwasser neue Sedimente heranträgt.
Der WWF schlägt im Rahmen seines Projekts „Klimaangepasste Halligen im Wattenmeer“ Maßnahmen vor, um häufigeres Landunter gezielt herbeizuführen: Dazu zählen steuerbare Sieltore, die für häufigere Überflutungen sorgen, sodass auch leichte Sturmfluten im Winter mehr Schlick und Sand auf die Halligen transportieren. In der Folge wachsen die Salzwiesen in die Höhe und halten dem Meeresspiegelanstieg besser stand. Die Wiesen bleiben zudem salzig. Weiterhin schlägt der WWF Sandaufspülungen vor, um die Ufer zu sichern. Solche künstlichen Eingriffe widersprächen zwar dem Grundgedanken des angrenzenden Nationalparks. Wenn aber ohnehin Küstenschutzmaßnahmen erforderlich wären, sollten Sandaufspülungen, verglichen mit steinernen Befestigungen im Wattenmeer, als deutlich sanfterer Eingriff angesehen werden.
Um den Meeresspiegelanstieg im Zuge des Klimawandels auszugleichen, wurde staatlicherseits ein Sicherungsprogramm für die Halligen aufgelegt. Nachdem zunächst Ringwälle rund um die Warften als probates Mittel angesehen wurden, änderten sich mit den Stürmen Christian und Xaver im Winter 2013 die Prioritäten. Seither sind
Aufwarftungen, also Warfterhöhungen vorgesehen, um ein erhöhtes Plateau zu erreichen, das Meeresspiegelanstiege ausgleicht. Als Modellwarften wurden Treuberg auf Langeneß, die Hanswarft auf Hooge, die Knudtswarft auf Gröde und die Norderwarft auf Nordstrandischmoor bestimmt.

## Heutige Situation
Heute liegen die zehn deutschen Halligen im Nationalpark Schleswig-Holsteinisches Wattenmeer. Die bewirtschafteten Halligen Nordstrandischmoor, Gröde, Oland, Langeneß und Hooge sind vom Schutzgebiet umgeben, aber nicht in dieses Gebiet integriert. Die kleineren Halligen Habel, Südfall, Süderoog, Norderoog sowie die Hamburger Hallig sind Bestandteil des Nationalparks; sie liegen in der Schutzzone 1. Wattwanderungen und Informationsveranstaltungen werden von Fremdenverkehrsämtern und von der Nationalparkverwaltung angeboten. Eine Ausnahme bildet Hallig Habel, für die ausschließlich der Vogelwart das Betretungsrecht hat. Die Schutzstation Wattenmeer unterhält auf Hooge und Langeneß eigene Stationen. Habel, Südfall und Norderoog werden vom Verein Jordsand betreut.
Auf den Halligen leben insgesamt rund 230 Menschen. Ihren Erwerb beziehen sie heute hauptsächlich aus ihrer Tätigkeit im Küstenschutz als Angestellte beim Amt für Ländliche Räume des Landes Schleswig-Holstein. Ihre Aufgabe ist, die Funktion der Halligen als Wellenbrecher vor dem Festland aufrechtzuerhalten. Weitere Einkünfte werden aus dem Tourismus generiert, vor allem aus dem Tagestourismus. Landwirtschaft wird im Nebenerwerb betrieben und umfasst vor allem Viehzucht durch Pensionsviehhaltung auf den fruchtbaren, häufig überfluteten Salzwiesen im Auftrag von Landwirten, die auf dem Festland wohnen.
Auf Hooge, Langeneß, Oland, Nordstrandischmoor und Gröde gibt es kleine Kirchen, daneben Friedhöfe. Für die schulpflichtigen Kinder werden die kleinsten Schulen Deutschlands unterhalten: So wurden 2011/2012 auf Hooge drei Kinder von einer Lehrkraft unterrichtet.

## Fauna und Flora
Da der Großteil der Halligen mehrmals im Jahr überflutet wird, gedeihen dort nur Pflanzen, die an gelegentliche Salzwassereinflüsse angepasst sind. Bekannt ist die Halligfliederblüte im Hochsommer. Meerstrandswegerich, der geerntet und gekocht wurde („Suden“), kommt heute nur noch selten vor. Bäume wachsen nur auf den Warften. Im Uferbereich wächst das Brackwasser vertragende Reet, das als heimischer Baustoff schon seit Jahrhunderten zum Eindecken der Häuser verwendet wird und das Landschaftsbild prägt.
In der Zugzeit sind die Halligen mit Ringelgänsen bevölkert. Um ihren Schutz zu fördern, veranstalten NABU, Schutzstation Wattenmeer, WWF und Nationalparkservice seit 1998 auf Hooge, seit 2001 auf allen bewohnten Halligen die Ringelganstage. Die Landwirte erhalten für den nicht unbeträchtlichen Verlust von einem Kilogramm Gras pro Gans pro Tag eine Entschädigung.

## Liste der Halligen

### Deutsche Halligen
Die zehn deutschen Halligen gehören alle zum Kreis Nordfriesland. Die Einwohnerzahlen stammen von unterschiedlichen Zeitpunkten.
| Nr. | Hallig             | Warften | Bevölkerung       | Fläche km² | Gemeinde     | Amt                | Verbindung zum Festland bzw. zur nächsten Insel |
| --- | ------------------ | ------- | ----------------- | ---------- | ------------ | ------------------ | --- |
| 1   | Langeneß           | 21 *    | 113               | 10,13      | Langeneß     | Amt Pellworm       | • Halligbahn Dagebüll–Oland–Langeneß über den Lorendamm über Oland nach Dagebüll (nur Güter und Halligbewohner) • Autofähre nach Schlüttsiel (nach Fahrplan) • Personenfähre nach Strucklahnungshörn (unregelmäßig) |
| 2   | Hooge              | 10      | 103               | 5,66       | Hallig Hooge | Amt Pellworm       | • Autofähre nach Schlüttsiel (nach Fahrplan) oder Personenfähre nach Strucklahnungshörn |
| 3   | Gröde              | 2       | 11                | 1,99       | Gröde        | Amt Pellworm       | • Schiff nach Schlüttsiel (unregelmäßig) nach Absprache mit Kapitän der MS Seeadler • Personenfähre nach Strucklahnungshörn (unregelmäßig)                                                                          |
| 4   | Oland              | 1       | 21                | 1,93       | Langeneß     | Amt Pellworm       | • Halligbahn Dagebüll–Oland–Langeneß über Lorendamm nach Dagebüll • Schiff nach Schlüttsiel (unregelmäßig) |
| 5   | Nordstrandischmoor | 4       | 18                | 1,64       | Nordstrand   | Amt Nordsee-Treene | • Halligbahn Lüttmoorsiel–Nordstrandischmoor über den Lorendamm zum Beltringharder Koog • Wattweg nach Lüttmoorsiel                                                                                                 |
| 6   | Hamburger Hallig   | 2       | —                 | 0,69       | Reußenköge   | amtsfrei           | • Straße zum Sönke-Nissen-Koog (für Kraftfahrzeuge gebührenpflichtig) |
| 7   | Süderoog           | 1       | 4                 | 0,66       | Pellworm     | Amt Pellworm       | • Wattweg nach Pellworm Naturschutzgebiet: Zutritt nur mit Sondergenehmigung |
| 8   | Südfall            | 1       | 2 nicht dauerhaft | 0,41       | Pellworm     | Amt Pellworm       | • Wattweg (tideabhängig) Naturschutzgebiet: Besuch nach Anmeldung beim Vogelschutzwart |
| 9   | Norderoog          | 0 *     | —                 | 0,09       | Hallig Hooge | Amt Pellworm       | • Wattweg von Hooge Naturschutzgebiet: Nach Ende der Brutzeit der Brandseeschwalbe (ca. Ende Juli) nur im Rahmen organisierter Führungen, ansonsten Zutrittsverbot                                                  |
| 10  | Habel              | 1       | —                 | 0,07       | Gröde        | Amt Pellworm       | Naturschutzgebiet: Zutritt nicht erlaubt |
|     | Halligen           | 43      | 270               | 23,27      |              |                    | |

### Dänische Halligen
Langli ist die letzte bestehende Hallig Dänemarks.
| Nr. | Hallig | Warften | Bevölkerung | Fläche km² | Sogn        | Kommune | Verbindung zum Festland bzw. zur nächsten Insel                                |
| --- | ------ | ------- | ----------- | ---------- | ----------- | ------- | ------------------------------------------------------------------------------ |
| 1   | Langli | 1       | —           | 0,73       | Blåvandshuk | Varde   | • Wattweg von Ho Naturschutzgebiet: Zutritt nur von 16. Juli bis 15. September |

### Nicht mehr bestehende Halligen

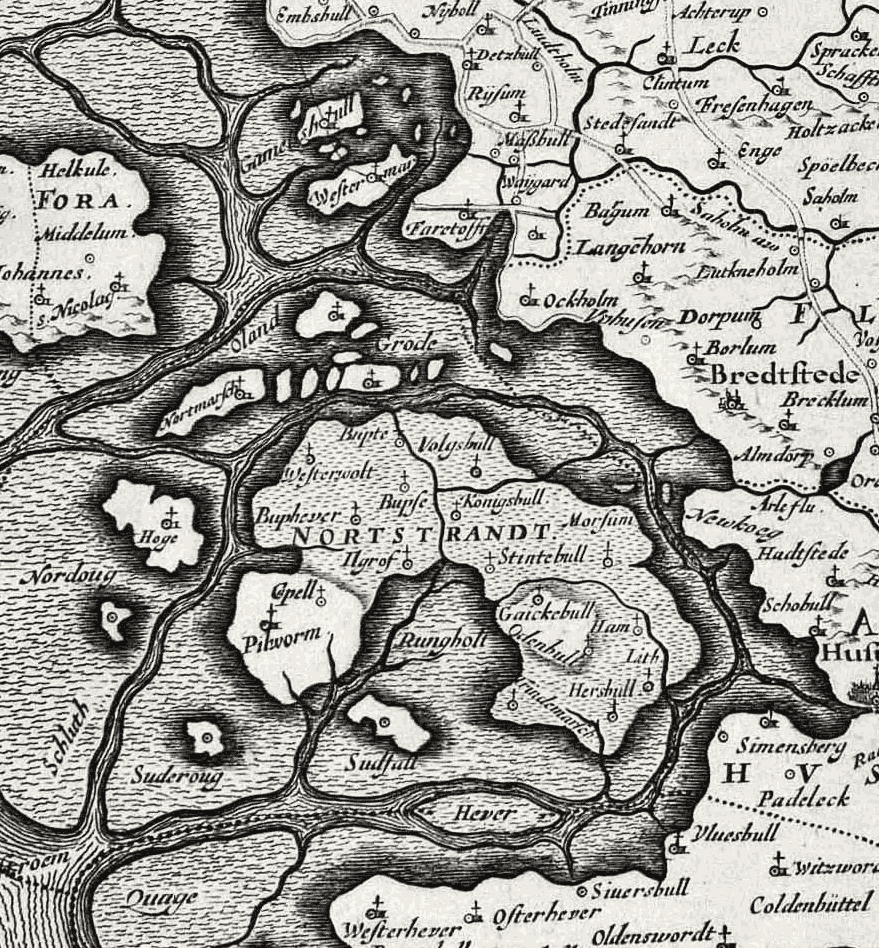
Das Gebiet der Halligen um 1650 auf einer Karte von Johannes Mejer

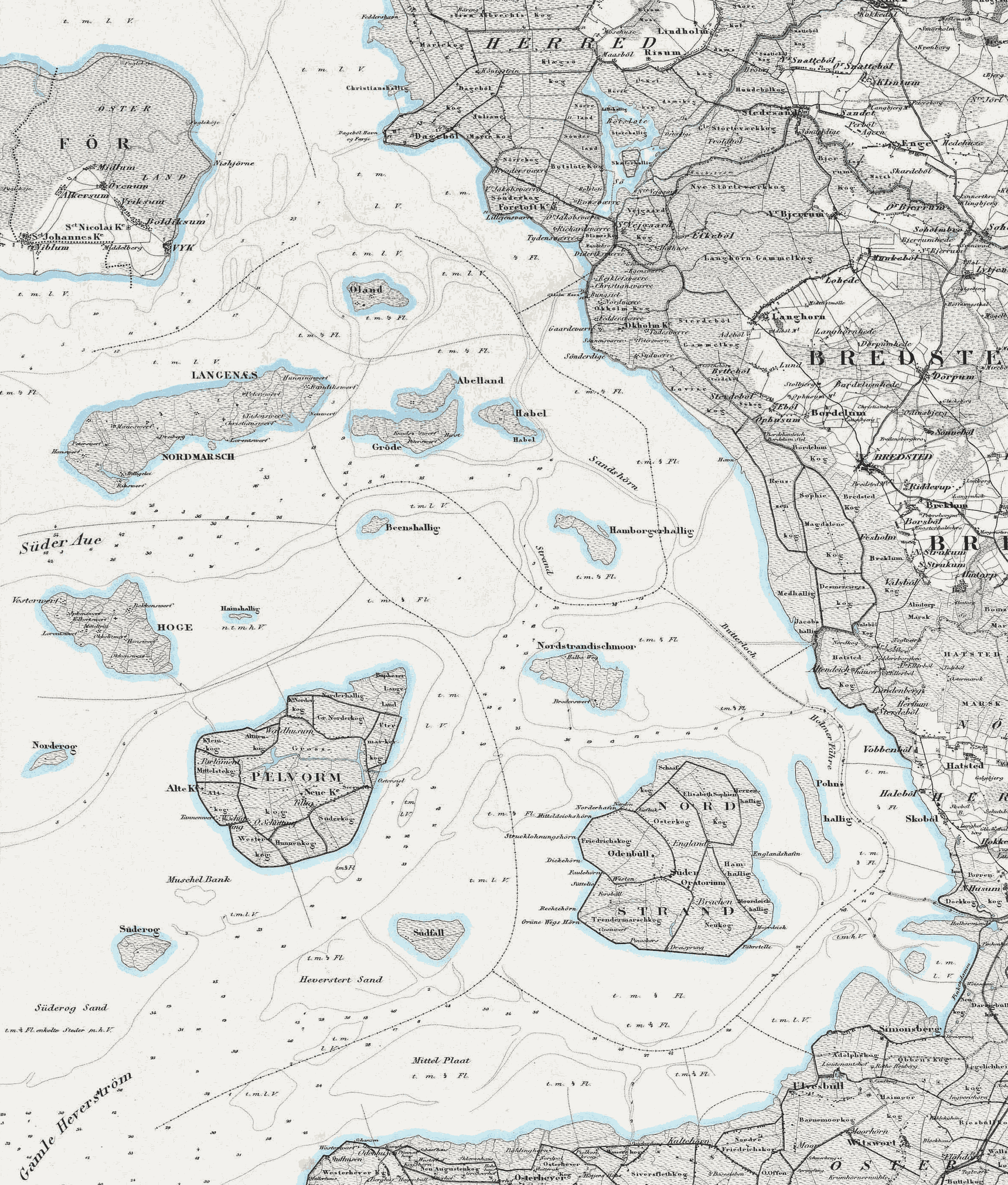
Das Gebiet der Halligen 1858

Seit der Entstehung der Halligen bis zum 19. Jahrhundert sind etwa 100 Halligen verschwunden. Nicht alle von ihnen waren bewohnt. Teils wuchsen sie mit anderen Halligen zusammen, teils wurden sie durch Eindeichung mit dem Festland verbunden. Viele Halligen gingen unter, manche ohne je irgendwo schriftlich erwähnt zu sein. Andere landfest gemachte kleine Halligen sind nicht mehr von anderen auf Warften errichteten Siedlungen zu unterscheiden; in manchen Fällen erinnert ein „-hallig“ im heutigen Ortsnamen an eine Vorgeschichte als Hallig.
Liste von Norden nach Süden:
- Mandø ist seit 1937 mit einem Seedeich vor „Landunter“ geschützt und seitdem keine Hallig mehr; südwestlich vorgelagert ist der Hochsand Koresand.
- Jordsand ist seit 1999 überflutet und seitdem nur noch eine Sandbank.
- Hadersbüllhallig,
- Lehnshallig (wurde 1666 in den Gotteskoog integriert und gab seinen Namen einem Ausweichbahnhof der Marschbahn),
- Kophallig,
- Großhallig und einige andere Warften im heutigen Wiedingharder Gotteskoog behielten noch lange nach der Eindeichung des Koogs zumindest im Winter ihren Halligcharakter. Erst seit der verbesserten Entwässerung in den 1920er Jahren ist der Name nur noch Geschichte.

Die Dagebüller Bucht entstand 1566, als die Wiedingharde durch Eindeichung des Gotteskoogs landfest wurde. In ihr befanden sich die meisten Halligen.
Die größeren Halligen erhielten erst einen Sommerdeich und wurden später zum Festland eingedeicht:
- Ockholm 1515
- Fahretoft 1686
- Dagebüll 1703

Von den kleineren ging
- Galmsbüll in der Halligflut 1825 unter. Schon 1806 war das Kirchspiel aufgelöst worden, weil die Hallig nicht mehr bewohnbar war. Seit 1939 ist der Ort der ehemaligen Hallig in den Galmsbüllkoog einbezogen.
- Waygaard und
- Grotesand wurden 1682 in den alten Christian-Albrechts-Koog mit einbezogen und sind heute Ortsteile von Dagebüll bzw. Galmsbüll.
- Tefkebüll wurde 1704 in den neuen Christian-Albrechts-Koog eingedeicht.
- Nordtoft,
- Nordmark und
- de Wisch wurden durch die veränderte Strömung in den folgenden Jahren abgetragen.
- Christianshallig war eine unbewohnte Hallig nördlich von Dagebüll, die um 1850 vom Vorland des Marienkoogs ganz eingeschlossen war.

- Appelland wuchs durch Abdämmung des trennenden Priels Anfang des 20. Jahrhunderts mit Gröde zusammen.

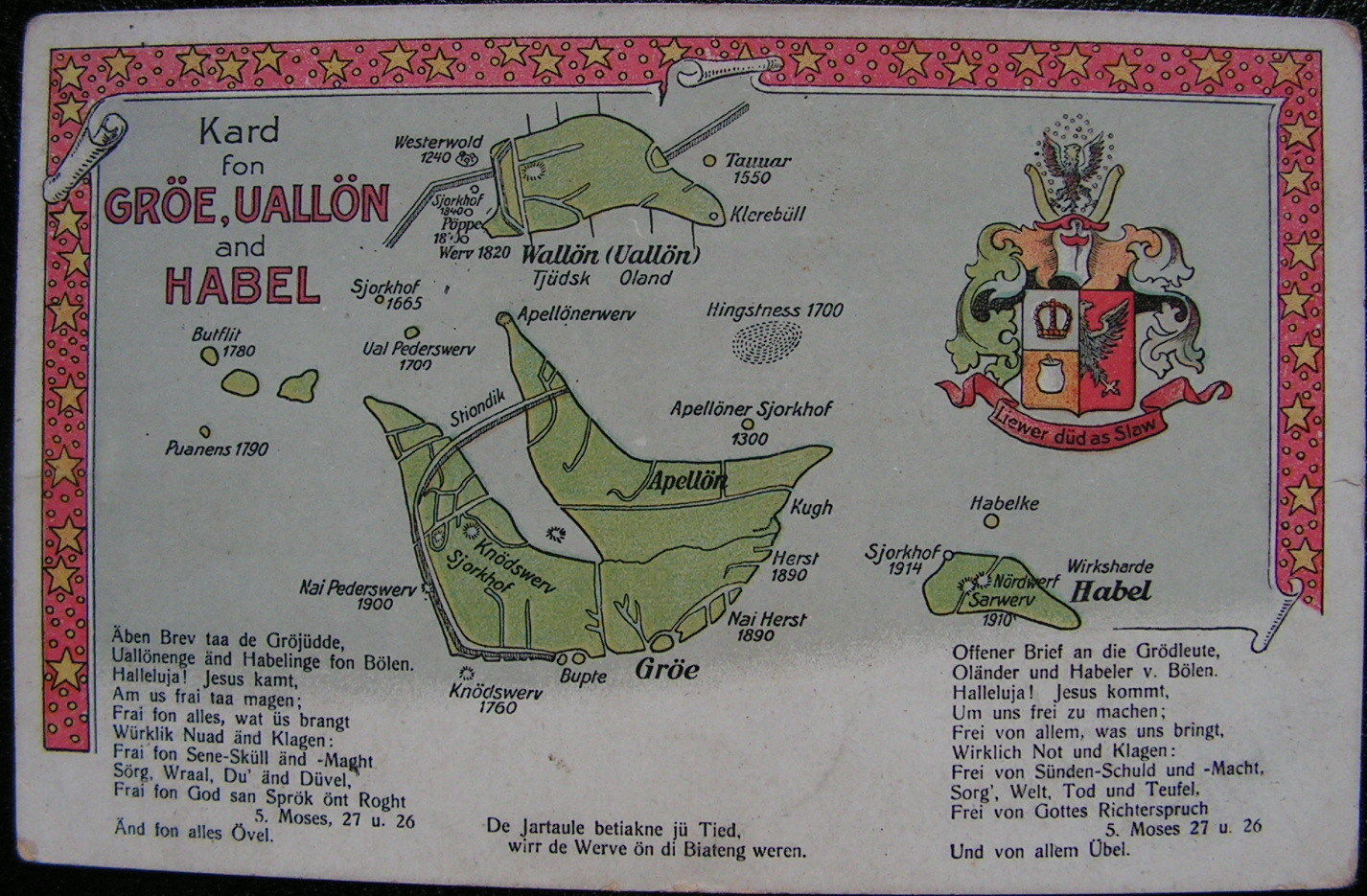
Karte von Gröde, Oland und Habel mit den dazwischenliegenden untergegangenen Halligen, darunter Hingstness, und Warften (friesische Ortsnamen)

- Hingstneß, ein in der Ersten Groten Mandränke untergegangenes Kirchspiel zwischen Oland und Gröde, war 1436 noch recht groß mit fünf Steuerpflichtigen. 1560 war die Kirche verschwunden, 1711 wurde die Hallig letztmals erwähnt.
- Nordmarsch und
- Butwehl wuchsen bis 1869 mit Langeneß zusammen.
- Kleine Hallig,
- Große Hallig und
- Schäferhallig, 1858 noch drei Halligen im Bottschlotter See, liegen heute im Herrenkoog. Nur die Schäferhallig war befestigt und bewohnt.

- Hasenhallig ist heute ein Hof in Stedesand.

- Oselichshallig
- Lundingland und
- Südhörn lagen östlich von Habel und sind abgetragen.
- Beenshallig blieb 1634 als Rest der Insel Strand übrig. Vor 1770 war die Hallig bewohnt, wurde anschließend von der Nordsee stark verkleinert und war um 1890 verschwunden.[28]
- Hainshallig (auch Hayenshallig), nach 1860 abgetragen, lag östlich von Hooge
- Herst oder Horst ist auf der Karte von Johannes Petreus von 1601[29] und mehreren Karten von Johannes Mejer, die die Situation vor der Burchardiflut 1634 darstellen,[30] als unbewohnte Hallig direkt neben Gröde zu erkennen.
- Silboll,
- Gardsland und
- Ebland erscheinen auf der Karte von 1601 als unbewohnte Eilande nördlich der Insel Strand (Alt-Nordstrand). Rund dreißig Jahre später sind sie nicht mehr eingezeichnet.

- Gaikenbüller Hallig war nach der Burchardiflut vom Kirchspiel Gaikebüll auf der Insel Strand, wo 1629 die Friesen dem dänischen König huldigten,[31] übriggeblieben und gehört jetzt zu Nordstrand.

- Moderhallig und
- Harmelfshallig befanden sich südlich der Hamburger Hallig und waren 1756 bereits abgetragen.

- Pieckhallig,
- Meedhallig (Medhallig) und
- Jacobshallig wurden in den Cecilienkoog (Gemeinde Reußenköge) einbezogen.

- Pohnshallig wurde 1634 von Alt-Nordstrand abgetrennt, war seit der Sturmflut von 1751 unbewohnt und wurde 1924 eingedeicht (Pohnshalligkoog). In der Zwischenzeit diente die Hallig den Schobüllern zur Heugewinnung.

- Finckhaushallig wurde 1936 Teil des Finkhaushalligkoogs.

- Nübell oder Nubel und
- Nielandt waren zusammen mit Südfall von Rungholt übrig geblieben. Die unbewohnte Hallig Nübell ging 1634 unter, das alte Südfall war um 1800 unbewohnbar. Nach 1825 siedelten ehemalige Bewohner sich auf Nielandt, das nun den Namen Südfall erhielt.[32]

- Audtshallig (oder Autzham) und
- Trentham (oder Tretzhalg) lagen südlich der Insel Strand in der Bucht, in der sich Rungholt befunden hatte, und sind zuletzt auf einer Karte von 1597 abgebildet.

- Herr(e)nhallig nördlich von Friedrichstadt wurde 1570 bedeicht.[33]
- Die Obbenshalligen in der Bucht zwischen Lundenbergharde und Eiderstedt wurden 1565 in den Deich des Obbenskoogs eingezogen.[34]

## Rezeption

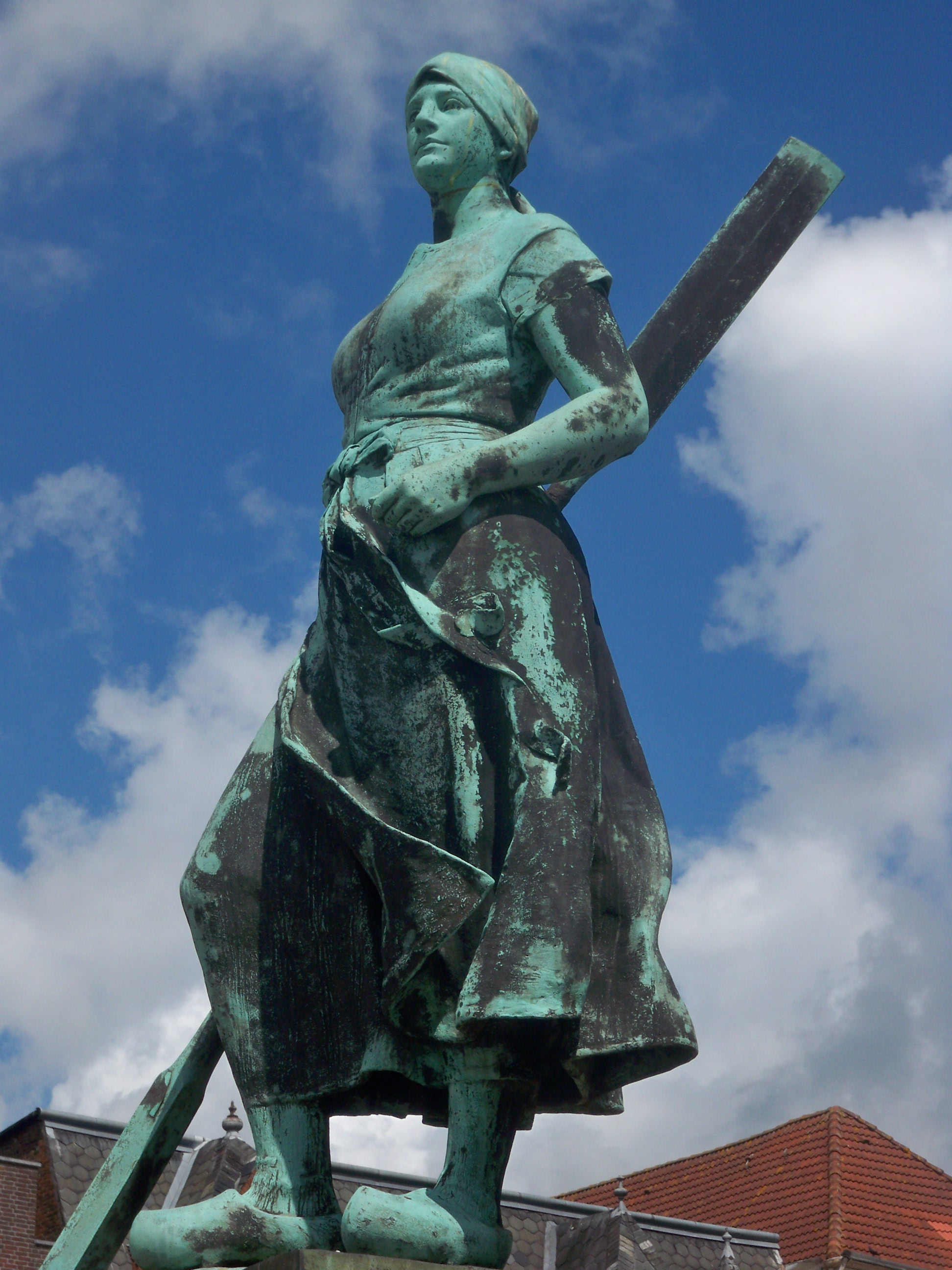
Standbild der Halligbäuerin „Tine“ in Husum (1902)

Literarisch sind die Halligen in den Halligromanen Landunter und Der Halligpastor von Wilhelm Lobsien sowie in den Romanen der Sönke Hansen-Reihe von Kari Köster-Lösche verarbeitet worden. Auch Ottilie Wildermuths Erzählung Aus trüben Wassern (1867) spielt teilweise auf einer Hallig. Im Freilichtmuseum Molfsee ist ein Hallighaus zu sehen, in dem eine Ausstellung das Leben auf der Hallig vor 1950 dokumentiert. In der Kreisstadt Husum steht auf dem zentralen Marktplatz das Denkmal einer Halligbäuerin, der „Tine-Brunnen“.